# Alianza PAIS
Alianza PAIS (Patria Altiva I Soberana) (hiszpański), w tłumaczeniu Dumna i Suwerenna Ojczyzna – ekwadorska lewicowa i socjaldemokratyczna partia polityczna założona w 2006 przez Rafaela Correę przed kampanią prezydencką w tym samym roku. W pierwszej turze uzyskał 22,84 procent, przegrywając z bananowym magnatem Álvaro Noboa, druga tura jednak zakończyła się dla niego spektakularnym zwycięstwem (56,67 procent poparcia). 
W wyborach generalnych, które odbyły się trzy lata później, partia ponowiła zwycięstwo. Rafael Correa wygrał w pierwszej turze z wynikiem 51,99 procent, PAIS natomiast uzyskała 45,78 procent poparcia i ponad półtora miliona głosów.
Postulatem partii jest przebudowa kraju zgodnie z zasadami socjalizmu XXI wieku.